# گرین هیل (آلاباما)
گرین هیل (به انگلیسی: Green Hill) یک منطقهٔ مسکونی در ایالات متحده آمریکا است که در شهرستان لاودردیل، آلاباما واقع شده‌است. گرین هیل ۲۲۸٫۹۱ متر بالاتر از سطح دریا واقع شده‌است.